# Guerra chimú-inca
La guerra chimú-inca o guerra chimor-inca fue un conflicto que se libró a fines del siglo XV entre el Reino Chimú y el Imperio incaico en la costa norte del actual Perú, desarrollado por las políticas expansionistas de ambas potencias emergentes precolombinas en 1470. La guerra trajo como resultado la victoria inca y la ampliación del Tahuantinsuyo hacia el centro-oeste peruano.
En el momento del conflicto, el Reino Chimú estaba en un proceso de expansión territorial, pero a medida que el Imperio incaico aparecía en el margen, se hizo imposible para los chimús consolidar sus conquistas.

## Antecedentes
Chuquimanco era el curaca de los guarcos que vivían en Runahuánac. A mediados del siglo XV, los incas al mando del general Cápac Yupanqui invadieron sus dominios. El curaca resistió con 20.000 guerreros hasta que tuvo que capitular. Esa guerra duró ocho meses (Sarmiento de Gamboa) u ocho años (Cieza de León). Al finalizar los cuzqueños construyeron el fuerte de Incahuasi y siguieron contra Cuismanco o Guzmango, curaca de Caxamarca.
Este pidió ayuda a su aliado Minchancaman, Cie-quich «Gran Señor» del Reino chimú, quien le envió un contingente al mando de un príncipe. Cápac Yupanqui, astutamente preparó una celada y los capturó a ambos. Durante cuatro meses tomaron sus fuertes en los cerros hasta rendirlo. Según el fray Martín de Murúa, el Inca Pachacútec ordenó que el rey de Caxamarca, Cuismanco, fuera enviado al Cuzco, donde murió en prisión.

## Desarrollo

### Expansión incaica

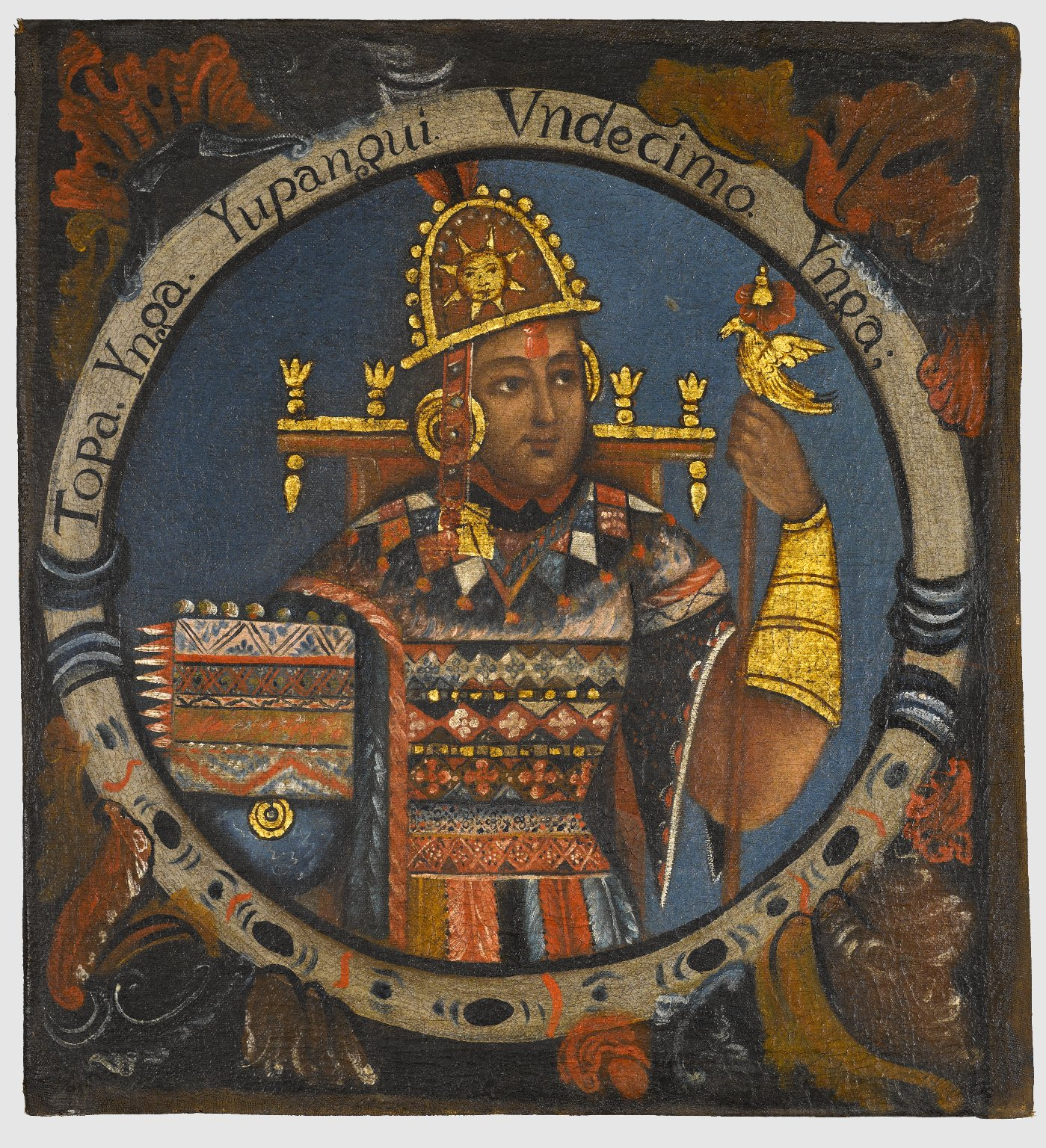
Túpac Yupanqui, décimo Sapa Inca (1471-1493). Museo de Brooklyn.

Hacia el año 1470, el Imperio incaico abarcaba numerosos territorios. Habían conquistado Collao por la sierra sur, Cajamarca por la sierra norte, a los chinchas, yshmas y colliques por la costa sur y central; solo faltaba la costa norte, la cual se encontraba bajo el poder de un poderoso monarca, al que los cuzqueños llamaban "Chimú Cápac". Pachacútec desde el Cuzco nuevamente organiza otro ejército con 30.000 hombres, quienes al mando su hijo, el auqui ("príncipe heredero") Túpac Yupanqui, se movilizan para conquistar los valles al norte del río Chillón hasta las alturas de Cajamarca. 
En el valle del Rímac, los curacas de la zona, refuerzan al ejército incaico con hombres y pertrechos militares. De aquí, el ejército pasó al valle de Huamán (Barranca) y conminó el sometimiento al Cie-quich Minchancaman, que controlaba los valles de Parmunca, Huallmi, Santa, Huanapu y Chimú. La respuesta del monarca, quien era muy soberbio y orgulloso, fue: “que los esperaba con las armas en la mano para morir en defensa de su patria, leyes y costumbres y que no quería nuevos dioses”.
Minchancaman no estaba dispuesto a ceder en lo más mínimo las pretensiones del Sapa Inca, el cual le pedía que sea su fiel vasallo, ya que él se consideraba superior a Pachacútec, así se inició una de las grandes rivalidades del mundo prehispánico, los monarcas más poderosos de la época iniciaban una larga guerra de desgaste, del que sobreviviría el que tenga más firmeza y reservas.

### Conquista inca de Chimú
Ante la negatividad que ofreció el Cie-quich, Pachacútec encargó a su hijo Túpac Yupanqui la conquista de aquel territorio rico y fértil que anhelaba el Sapa Inca. Así que el joven auqui marchó con un ejército de 30 mil hombres para iniciar la anexión de ese territorio.
El primer encuentro entre incas y chimús fue en Paramonga, que tras varios días de lucha, estos últimos lograron la victoria. Aquí los chimús combatieron encarnizadamente, sin tener la más mínima intención de ceder ante el poder incaico. Luego de medir fuerzas en las primeras campañas, Túpac Yupanqui al ver la fuerte resistencia, solicitó a su padre 20 mil guerreros para hacer más rápida la conquista, mientras tanto los enfrentamientos bélicos continuaron; el ejército inca era apoyado por los curacas de Pachacámac y Runahuánac, antiguos enemigos de los chimús.
Reforzada las tropas cuzqueñas que perdieron en un inicio, dan un giro a la situación, que obligó a los chimús a retirarse de este valle hacia Huarmey. En honor a este primer y gran triunfo inca, Túpac Yupanqui mando a modificar y ampliar parte del templo de Paramonga, desde ese momento este gran monumento quedaría como recuerdo de la grandeza y victoria incaica sobre Minchancaman. Así mismo, Antonio de la Calancha señala que en este primer valle los muertos en combate fueron 6.000 para ambas partes, viéndose obligado el Sapa Inca apresurar la ayuda.
Tras las severas derrotas que sufrieron los chimús, Querrotumi, un lugarteniente de Minchancaman que había luchado en las campañas anteriores, envió un contingente hasta el río Santa con el objetivo de restablecer una muralla defensiva, mientras él paralizaba a las huestes cuzqueñas en Paramonga. La llegada de los soldados solicitados por Túpac Yupanqui desalentó dicha acción, además, hizo retroceder a los chimús hasta el valle de Huallmi; luego de violentas batallas, fue tomado por los incas que avanzaron hasta el valle del Santa.
En este valle la resistencia chimú fue feroz. Pero el auqui cuzqueño recibió un ejército de recambio de 20.000 hombres y embistió ferozmente a las tropas chimús, que cansadas ya no podían resistir más, obligándolos a regresar hasta Chan Chan, capital del reino.

### Toma y saqueo de Chan Chan

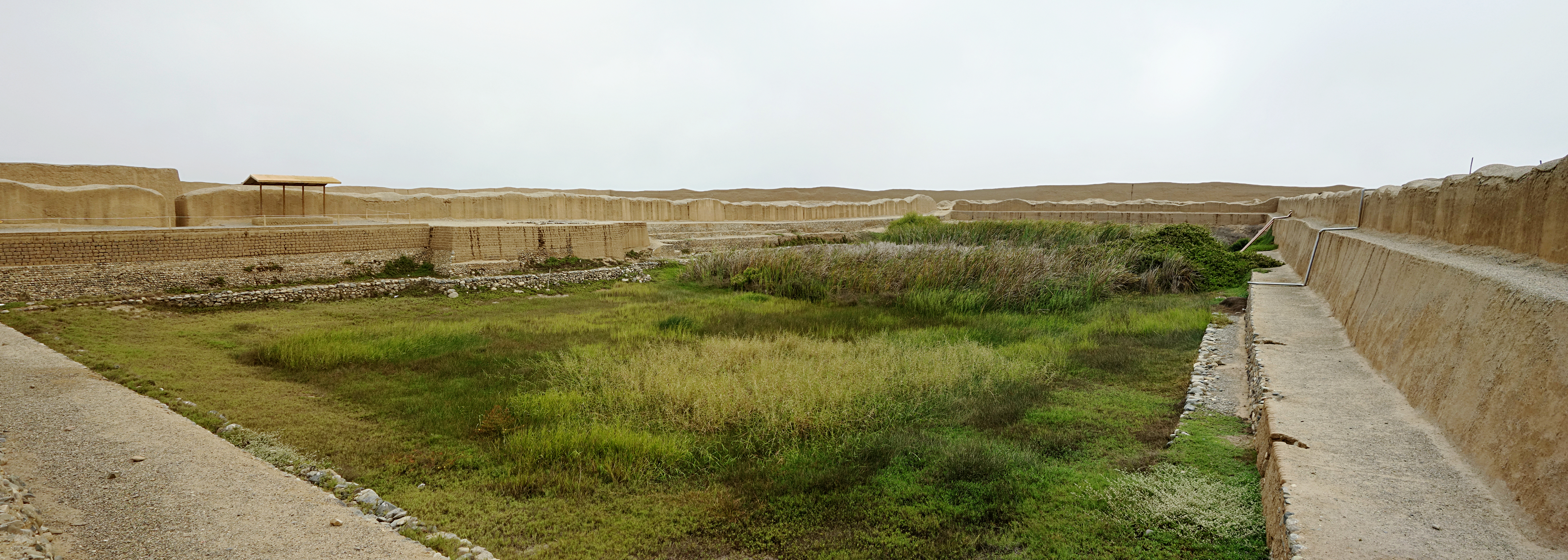
Antiguo depósito de agua en la ciudadela de Chan Chan.

Por ese entonces, Túpac Yupanqui dirigió su atención a la amurallada capital enemiga: Chan Chan. Minchancaman con sus tropas agotadas resistieron otros seis meses. Ante esto, el auqui elaboró una certera estrategia: secar el acueducto del río Moche, principal proveedor de agua para Chan Chan. Como la ciudad se encuentra en medio del desierto, no tardó muchos días en anunciar la rendición. El Cie-quich junto con su consejo, decidieron capitular y someterse al régimen inca.
La ciudad fue saqueada pero se reconstruyó tiempo después, pero con la destrucción de los acueductos y el hecho de que el auqui cuzqueño se llevara al Cuzco a la mayoría de los artesanos (ceramistas, orfebres y tejedores) se fue despoblando.
Tras la victoria incaica, Túpac Yupanqui regresó a la capital imperial con gran cantidad de oro, plata y otros tesoros obtenidos en los palacios de Chan Chan. Minchancaman fue apresado y llevado al Cuzco como rehén. Lo acompañaron algunos nobles y muchos soldados. El botín fue usado para decorar el Coricancha.

## Posguerra
El hijo de Minchancaman y Chanquirguanguan, señora del valle de Huaura, Chumun Caur, fue puesto en su lugar y se casó con una hija de Pachacútec. El nuevo Cie-quich Chimú gobernó con apoyo de Querrotumi, lugarteniente de su padre durante la guerra, quien se sublevaría en 1475 pero sería vencido y se suicidaría en el cerro Campana.
Décadas después, cuando Huayna Cápac estaba en Quito estalló una rebelión y Chan Chan fue incendiada y sus canales fueron destruidos. La familia real, encabezada por el nieto de Minchancaman, Huamán Chumo, fue desterrada. Después de esto, la mayoría de su gente la abandonó y la población se redujo. Cuando los conquistadores españoles llegaron en 1534 era una sombra de su pasado.